# Luís do Chipre
Luís de Saboia ou Luís de Genebra, nasceu  a 5 de Junho de 1436 e morreu em 1482. Era filho de Luís, Duque de Saboia e Ana de Lusinhão, sendo ele o segundo de 19 filhos.
Recebeu como apanágio o Condado de Genebra que dirigiu entre 1460 e 1482 e foi Rei de Chipre entre 1459 e 1460.
Em 1459 se casa com uma prima, Carlota de Lusinhão, que ela era Rainha de Chipre pois era filha de João II de Chipre e de Helena - filha de Teodoro II Paleólogo, realizando assim o sonho do seu pai, Luís de Saboia, sonho de pouco tempo, um ano, pois que o trono foi-lê retirado por Jaques de Lusinhão, um príncipe bastardo desta família.
| Antecessor            | Luís de Sabóia (1436- †1482)                   | Sucessor       |
| --------------------- | ---------------------------------------------- | -------------- |
| Luís, Duque de Saboia | Conde de Genebra da Casa de Sabóia 1460 - 1482 | João de Saboia |

## Ligações internas
- Condado de Genebra
- Casa de Saboia
- Lista dos condes de Genebra#Casa de Sabóia